# Colpo di Stato di Kaiserswerth

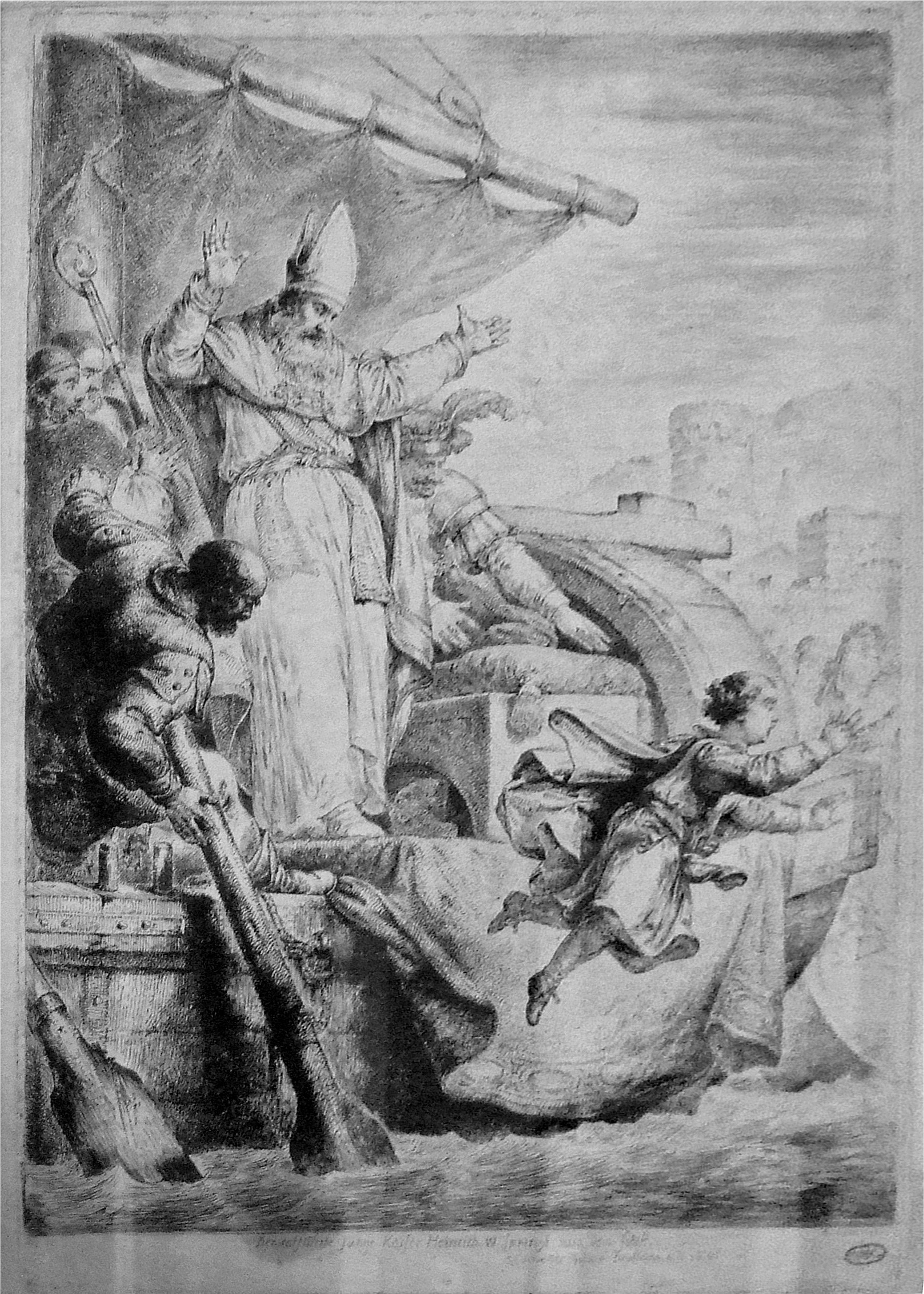
Il rapito giovane imperatore Enrico IV si getta dalla nave dei suoi rapitori, acquaforte di B. Rode (1781)

Il colpo di Stato di Kaiserswerth fu un intervento, fino ad allora senza precedenti, organizzato nel 1062 da un gruppo di principi guidati dall'arcivescovo di Colonia Annone II contro i signori in carica: il minorenne re Enrico IV, sua madre Agnese di Poitou, vedova dell'imperatore Enrico III e reggente in nome del figlio, ed Enrico II vescovo di Augusta, da Agnese nominato vice-reggente. Con questo sequestro del giovane re e con la consegna nelle loro mani delle insegne imperiali, il gruppo dei rapitori ottenne il pieno controllo del potere regale.

## Il rapimento del re
All'inizio di aprile del 1062 Enrico IV si trovava con la madre nel Palazzo imperiale di Kaiserswerth (oggi periferia di Düsseldorf) quando si incontrarono con Annone II, arcivescovo di Colonia. Dopo aver pranzato insieme, Annone invitò l'undicenne Enrico a visitare una lussuosa imbarcazione, che lui stesso aveva fatto allestire sul Reno. Ecco come descrive gli avvenimenti dopo l'imbarco di Enrico il cronista Lampert von Hersfeld:
(Lampert von Hersfeld, Annalen, p. 75)

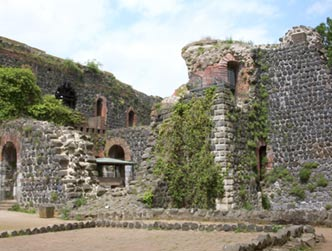
Rovine del Palazzo imperiale a Kaiserswerth

Annone condusse immediatamente il re a Colonia e sollecitò ad Agnese la consegna delle insegne imperiali. In questo modo il potere dello Stato finì nelle mani dei rivoltosi, tra i quali, oltre ad Annone e il citato conte Egberto di Braunschweig, vi erano il duca Ottone di Northeim, l'arcivescovo di Brema Adalberto di Brema e Sigfrido I, arcivescovo di Magonza.

## Le motivazioni dei rapitori
I motivi del colpo di Stato non sono stati mai sufficientemente chiariti, soprattutto poiché le fonti in merito sono contraddittorie e le opinioni dei cronisti difformi.
Così pare che il rapporto di Lampert sia ancora relativamente obbiettivo quando scrive che i rapitori, e soprattutto Annone, aspiravano ad: «… allontanare il figlio dall'influenza della madre, ed ottenere nelle loro mani l'amministrazione dell'impero.» Lampert non azzarda alcuna speculazione sui moventi dei congiurati. Egli avanza veramente la possibilità che Annone avesse agito «… per ambizione politica …», però concede che egli avrebbe potuto gestire il potere nell'interesse dell'impero.
Il giudizio della Vita Heinrici è chiaramente soggettivo, se si parte dal presupposto che l'autore doveva essere molto vicino alla casa reale. Qui viene anche indicato il motivo, fra gli altri, del timore per la "maturità, saggezza e costume" di Agnese. La causa ufficiale sarebbe, che il regno avrebbe dovuto trovarsi nelle mani di una donna, cosa alla quale l'autore, Adalbold di Utrecht, era decisamente contrario. Viene qui tuttavia sostenuto, che il giovane re fosse stato rapito solo per poter costruire il proprio potere indisturbati.
Bruno attribuisce più o meno ad Enrico stesso la colpa del proprio rapimento: il giovane sarebbe stato uso ad ascoltare appena «… gonfio di regale superbia,  i rimproveri della madre». Il dignitario Annone lo avrebbe, subito dopo il rapimento, fatto educare con il massimo scrupolo.
Bruno concorda non solo sulla grinta Agnese, cioè egli la reputava debole (adatta solo a sostenere la corretta formazione del giovane re o anche a regnare in suo nome?), bensì egli loda anche la politica di Annone. Riguardo alla stessa critica ad Enrico IV è da chiarire, che sulla politica successiva di Enrico Bruno non era d'accordo ed ascriveva i suoi difetti alla formazione del carattere di Enrico avuta in gioventù. È cosa nota tuttavia che egli non stava dalla parte di Agnese.
Sebbene le fonti non riportino apparentemente nulla di affidabile sulle ragioni di fondo dei rapitori, gli studi odierni giungono alla conclusione, che oltre alla brama di potere (particolarmente da parte di Annone) erano determinanti la preoccupazioni per lo stato di abbandono e per la formazione di Enrico IV. Parimenti la ribellione era volta contro il vicereggente, nominato da Agnese, Enrico II di Augusta, vescovo di Augusta dal 1047 al 1063, al quale veniva rimproverato «… un modo impacciato ed arrogante di gestire il governo.» L'imperatrice ed il vescovo non potevano inoltre:
(Lampert von Hersfeld, Annalen, S. 73)

## Le conseguenze del colpo di Stato
È vero che Annone di Colonia dovette, in un'assemblea tenutasi nell'estate del 1062, giustificarsi per il fatto, ma subito dopo ebbe il potere governativo nelle sue mani. Anche quando il giovane re fu posto sul trono, Annone diresse da quel momento i destini dell'impero.
Egli si sentiva legato politicamente al partito ecclesiastico riformatore ed ottenne l'importante risultato di ricomporre lo scisma che vedeva opposti due papi, Alessandro II e l'antipapa Onorio II, in favore del primo.
Annone tuttavia non trovò alcuna intesa con Enrico IV, diversamente dall'arcivescovo di Brema, Adalberto di Brema. Entrambi gli arcivescovi divennero presto acerrimi nemici, essendosi Adalberto molto presto guadagnata la fiducia del re, scalzando dalla sua posizione Annone.
Anche Adalberto tuttavia cadde poi in disgrazia.
Enrico di Augusta, dopo il colpo di Stato, fu privato del suo potere di governo, come l'imperatrice Agnese. Però la permanenza nel governo di quest'ultima fu nuovamente richiesta e divenne fino alla maturità di Enrico IV la guida della casa dei Salii. Solo grazie alla sua permanenza nel governo ella poté sostenere le pretese del figlio al trono imperiale. Secondo Lambert, Agnese avrebbe preso, per l'insistenza del suo consigliere, la decisione di ritirarsi in convento, rinunciato nuovamente ad un concreto contributo dietro le quinte e quindi guadagnato in autenticità. Solo quando Enrico IV, con la cerimonia del conferimento del cavalierato (29 marzo 1065) divenne maggiorenne, Agnese poté soddisfare il suo a lungo tempo covato desiderio di condurre il resto della sua vita in convento. Ma prima ella riuscì ad impedire al figlio di scendere in campo contro l'odiato Annone, come Enrico aveva in programma di fare subito dopo la cerimonia di conferimento del cavalierato.
Solo da questo momento il potere di governo tornò nelle mani dei legittimi dignitari. I quasi tre anni di governo transitorio erano alla fine e Adalberto di Brema rimase il più importante consigliere di Enrico finché nel gennaio 1066, dopo un'assemblea a Trebur, dovette lasciare la carica per volere dei principi.